# Ljusgöl (Södra Vi socken, Småland)
Ljusgöl är en sjö i Vimmerby kommun i Småland och ingår i Motala ströms huvudavrinningsområde.